# Bleptina albovenata
Bleptina albovenata là một loài bướm đêm trong họ Noctuidae.